# ICarly
iCarly là phim sitcom tuổi teen của đài Nickelodeon do Dan Schneider làm đạo diễn, phát sóng từ ngày 8 tháng 9 năm 2007 đến ngày 23 tháng 11 năm 2012. Sitcom kể về một cô gái tên Carly Shay, khi cô cùng hai người bạn là Sam Puckett và Freddie Benson tự sáng lập một website trực tuyến với tên iCarly. Tại Việt Nam, bộ phim được phát sóng dưới tên Cô bé Internet Carly.
Vào tháng 12 năm 2020, phần làm tiếp của sê-ri này đã sắp xếp bởi Paramount+ với Cosgrove, Kress, và Trainor quay lại đảm nhiệm vai đó. Phần làm tiếp của sê-ri này đã công chiếu lần đầu vào 17 tháng 6, 2021.

## Giải thưởng và đề cử
| Năm  | Giải thưởng                              | Hạng mục                                                                     | Đề cử cho                                                               | Kết quả   | Ct            |
| ---- | ---------------------------------------- | ---------------------------------------------------------------------------- | ----------------------------------------------------------------------- | --------- | ------------- |
| 2008 | 2008 Kids' Choice Awards                 | Favorite TV Show                                                             | iCarly                                                                  | Đề cử     | [ 2 ] [ 3 ]   |
| 2008 | 2008 UK Kids' Choice Awards              | Favorite Kids' TV Show                                                       | iCarly                                                                  | Đề cử     | [ 4 ] [ 5 ]   |
| 2008 | 2008 UK Kids' Choice Awards              | Favorite Female TV Star                                                      | Miranda Cosgrove                                                        | Đề cử     | [ 4 ] [ 5 ]   |
| 2008 | 2008 Australian Kids' Choice Awards      | Fave Comedy Show                                                             | iCarly                                                                  | Đề cử     | [ 6 ] [ 7 ]   |
| 2008 | 2008 Australian Kids' Choice Awards      | Fave International TV Star                                                   | Miranda Cosgrove                                                        | Đề cử     | [ 6 ] [ 7 ]   |
| 2008 | Young Artist Awards                      | Best Performance in a TV Series – Leading Young Actress                      | Miranda Cosgrove                                                        | Đề cử     | [ 8 ]         |
| 2008 | Young Artist Awards                      | Best Performance in a TV Series – Supporting Young Actor                     | Nathan Kress                                                            | Đề cử     | [ 8 ]         |
| 2008 | Young Artist Awards                      | Best Performance in a TV Series – Supporting Young Actress                   | Jennette McCurdy                                                        | Đề cử     | [ 8 ]         |
| 2008 | British Academy Children's Awards        | International                                                                | iCarly                                                                  | Đề cử     | [ 9 ]         |
| 2008 | Casting Society of America               | Outstanding Achievement in Casting - Children's Series Programming           | Sharon Chazin Lieblein Leah Buono Krisha Bullock                        | Đề cử     | [ 10 ]        |
| 2009 | 2009 Kids' Choice Awards                 | Favorite TV Show                                                             | iCarly                                                                  | Đoạt giải | [ 11 ]        |
| 2009 | 2009 Kids' Choice Awards                 | Favorite TV Actress                                                          | Miranda Cosgrove                                                        | Đề cử     | [ 11 ] [ 12 ] |
| 2009 | 2009 Australian Kids' Choice Awards      | Fave Comedy Show                                                             | iCarly                                                                  | Đoạt giải | [ 13 ]        |
| 2009 | 2009 Australian Kids' Choice Awards      | Fave International TV Star                                                   | Miranda Cosgrove                                                        | Đề cử     | [ 14 ]        |
| 2009 | Primetime Emmy Awards                    | Outstanding Children's Program                                               | iCarly                                                                  | Đề cử     | [ 15 ]        |
| 2009 | Teen Choice Awards                       | Choice TV Actress: Comedy                                                    | Miranda Cosgrove                                                        | Đề cử     | [ 16 ] [ 17 ] |
| 2009 | Teen Choice Awards                       | Choice TV Actor: Comedy                                                      | Jerry Trainor                                                           | Đề cử     | [ 16 ] [ 17 ] |
| 2009 | Teen Choice Awards                       | Choice TV Sidekick                                                           | Jennette McCurdy                                                        | Đề cử     | [ 16 ] [ 17 ] |
| 2009 | Teen Choice Awards                       | Choice TV Show: Comedy                                                       | iCarly                                                                  | Đề cử     | [ 16 ] [ 17 ] |
| 2009 | Young Artist Awards                      | Best Performance in a TV Series (Comedy or Drama) – Leading Young Actor      | Nathan Kress                                                            | Đề cử     | [ 18 ]        |
| 2009 | Young Artist Awards                      | Best Performance in a TV Series (Comedy or Drama) – Leading Young Actress    | Miranda Cosgrove                                                        | Đoạt giải | [ 18 ]        |
| 2009 | Young Artist Awards                      | Best Performance in a TV Series (Comedy or Drama) – Supporting Young Actress | Jennette McCurdy                                                        | Đề cử     | [ 18 ]        |
| 2009 | Young Artist Awards                      | Outstanding Young Performers in a TV Series                                  | Miranda Cosgrove Nathan Kress Jennette McCurdy Noah Munck               | Đề cử     | [ 18 ]        |
| 2009 | British Academy Children's Awards        | BAFTA Kid's Vote: TV                                                         | iCarly                                                                  | Đề cử     | [ 19 ]        |
| 2009 | Casting Society of America               | Outstanding Achievement in Casting - Children's Series Programming           | Krisha Bullock                                                          | Đề cử     | [ 20 ]        |
| 2010 | 2010 Kids' Choice Awards                 | Favorite TV Show                                                             | iCarly                                                                  | Đoạt giải | [ 21 ]        |
| 2010 | 2010 Kids' Choice Awards                 | Favorite TV Actress                                                          | Miranda Cosgrove                                                        | Đề cử     | [ 21 ] [ 22 ] |
| 2010 | 2010 Australian Kids' Choice Awards      | Fave TV Show                                                                 | iCarly                                                                  | Đoạt giải | [ 23 ]        |
| 2010 | 2010 Australian Kids' Choice Awards      | LOL Award                                                                    | Miranda Cosgrove Nathan Kress Jennette McCurdy Jerry Trainor Noah Munck | Đoạt giải | [ 23 ]        |
| 2010 | 2010 Australian Kids' Choice Awards      | Fave TV Star                                                                 | Miranda Cosgrove                                                        | Đề cử     | [ 23 ] [ 24 ] |
| 2010 | 2010 Australian Kids' Choice Awards      | Big Kid Award                                                                | Jerry Trainor                                                           | Đề cử     | [ 23 ] [ 24 ] |
| 2010 | Primetime Emmy Awards                    | Outstanding Children's Program                                               | iCarly                                                                  | Đề cử     | [ 25 ]        |
| 2010 | Teen Choice Awards                       | Choice TV Actress: Comedy                                                    | Miranda Cosgrove                                                        | Đề cử     | [ 26 ] [ 27 ] |
| 2010 | Television Critics Association Awards    | Outstanding Achievement in Youth Programming                                 | iCarly                                                                  | Đề cử     | [ 28 ]        |
| 2010 | Young Artist Awards                      | Best Performance in a TV Series (Comedy or Drama) – Leading Young Actress    | Miranda Cosgrove                                                        | Đề cử     | [ 29 ]        |
| 2010 | Young Artist Awards                      | Best Performance in a TV Series (Comedy or Drama) – Supporting Young Actor   | Nathan Kress                                                            | Đề cử     | [ 29 ]        |
| 2010 | Young Artist Awards                      | Best Performance in a TV Series – Guest Starring Young Actor 13 and Under    | Joey Luthman                                                            | Đề cử     | [ 29 ]        |
| 2010 | Young Artist Awards                      | Outstanding Young Performers in a TV Series                                  | Miranda Cosgrove Nathan Kress Jennette McCurdy Noah Munck               | Đề cử     | [ 29 ]        |
| 2010 | Hollywood Teen TV Awards                 | Teen Pick Actor: Comedy                                                      | Nathan Kress                                                            | Đề cử     | [ 30 ]        |
| 2010 | Hollywood Teen TV Awards                 | Teen Show Pick: Comedy                                                       | iCarly                                                                  | Đề cử     | [ 30 ]        |
| 2010 | Kids' Choice Awards Mexico 2010          | Favorite Show                                                                | iCarly                                                                  | Đoạt giải | [ 31 ]        |
| 2010 | Kids' Choice Awards Mexico 2010          | Favorite International Character Female                                      | Miranda Cosgrove                                                        | Đoạt giải | [ 31 ]        |
| 2010 | Meus Prêmios Nick Brazil 2010            | Favorite TV Show                                                             | iCarly                                                                  | Đoạt giải | [ 32 ]        |
| 2010 | British Academy Children's Awards        | BAFTA Kid's Vote: TV                                                         | iCarly                                                                  | Đề cử     | [ 33 ]        |
| 2010 | Casting Society of America               | Outstanding Achievement in Casting - Children's Series Programming           | Krisha Bullock                                                          | Đề cử     | [ 34 ]        |
| 2011 | 2011 Kids' Choice Awards                 | Favorite TV Show                                                             | iCarly                                                                  | Đoạt giải | [ 35 ]        |
| 2011 | 2011 Kids' Choice Awards                 | Favorite TV Actress                                                          | Miranda Cosgrove                                                        | Đề cử     | [ 35 ] [ 36 ] |
| 2011 | 2011 Kids' Choice Awards                 | Favorite TV Sidekick                                                         | Jennette McCurdy                                                        | Đoạt giải | [ 35 ]        |
| 2011 | 2011 Kids' Choice Awards                 | Favorite TV Sidekick                                                         | Noah Munck                                                              | Đề cử     | [ 35 ] [ 36 ] |
| 2011 | 2011 UK Kids' Choice Awards              | Nick UK's Favourite Show                                                     | iCarly                                                                  | Đề cử     | [ 37 ]        |
| 2011 | 2011 UK Kids' Choice Awards              | Nick UK's Funniest Person                                                    | Jerry Trainor                                                           | Đoạt giải | [ 37 ]        |
| 2011 | 2011 Australian Kids' Choice Awards      | Fave TV Show                                                                 | iCarly                                                                  | Đề cử     | [ 38 ] [ 39 ] |
| 2011 | 2011 Australian Kids' Choice Awards      | Fave TV Star                                                                 | Miranda Cosgrove                                                        | Đề cử     | [ 38 ] [ 39 ] |
| 2011 | 2011 Australian Kids' Choice Awards      | LOL Award                                                                    | Jennette McCurdy                                                        | Đoạt giải | [ 38 ]        |
| 2011 | Primetime Emmy Awards                    | Outstanding Children's Program                                               | iCarly                                                                  | Đề cử     | [ 40 ]        |
| 2011 | Primetime Emmy Awards                    | Outstanding Hairstyling For A Multi-Camera Series Or Special                 | Episode: iStart A Fan War                                               | Đề cử     | [ 41 ]        |
| 2011 | Primetime Emmy Awards                    | Outstanding Makeup For A Multi-Camera Series Or Special (Non-Prosthetic)     | Episode: iStart A Fan War                                               | Đề cử     | [ 42 ]        |
| 2011 | Teen Choice Awards                       | Choice TV Show: Comedy                                                       | iCarly                                                                  | Đề cử     | [ 43 ] [ 44 ] |
| 2011 | Teen Choice Awards                       | Choice TV Actress: Comedy                                                    | Miranda Cosgrove                                                        | Đề cử     | [ 43 ] [ 44 ] |
| 2011 | Teen Choice Awards                       | Choice TV: Female Scene Stealer                                              | Jennette McCurdy                                                        | Đề cử     | [ 43 ] [ 44 ] |
| 2011 | Television Critics Association Awards    | Outstanding Achievement in Youth Programming                                 | iCarly                                                                  | Đề cử     | [ 45 ] [ 46 ] |
| 2011 | Young Artist Awards                      | Best Performance in a TV Series (Comedy or Drama) – Leading Young Actress    | Miranda Cosgrove                                                        | Đề cử     | [ 47 ]        |
| 2011 | Young Artist Awards                      | Best Performance in a TV Series – Guest Starring Young Actress 10 and Under  | Ashley Switzer                                                          | Đề cử     | [ 47 ]        |
| 2011 | Gracie Allen Awards                      | Outstanding Female Rising Star in a Comedy                                   | Miranda Cosgrove                                                        | Đoạt giải | [ 48 ]        |
| 2011 | People's Choice Awards                   | Favorite Family TV Movie                                                     | Episode: iPsycho                                                        | Đề cử     | [ 49 ]        |
| 2011 | Youth Rocks Awards                       | Rockin' Ensemble Cast (TV/Comedy)                                            | iCarly                                                                  | Đề cử     | [ 50 ] [ 51 ] |
| 2011 | Kids' Choice Awards Mexico 2011          | Favorite International Show                                                  | iCarly                                                                  | Đề cử     | [ 52 ] [ 53 ] |
| 2011 | Kids' Choice Awards Argentina 2011       | Favorite TV International Show                                               | iCarly                                                                  | Đoạt giải | [ 54 ]        |
| 2011 | Meus Prêmios Nick Brazil 2011            | Favorite TV Show                                                             | iCarly                                                                  | Đề cử     | [ 55 ] [ 56 ] |
| 2011 | Meus Prêmios Nick Brazil 2011            | Character Funny                                                              | Spencer Shay                                                            | Đề cử     | [ 55 ] [ 56 ] |
| 2011 | Meus Prêmios Nick Brazil 2011            | Character Funny                                                              | Sam Puckett                                                             | Đoạt giải | [ 56 ]        |
| 2011 | Casting Society of America               | Outstanding Achievement in Casting - Children's Series Programming           | Krisha Bullock                                                          | Đề cử     | [ 57 ]        |
| 2012 | 2012 Kids' Choice Awards                 | Favorite TV Show                                                             | iCarly                                                                  | Đề cử     | [ 58 ]        |
| 2012 | 2012 Kids' Choice Awards                 | Favorite TV Actress                                                          | Miranda Cosgrove                                                        | Đề cử     | [ 58 ]        |
| 2012 | 2012 Kids' Choice Awards                 | Favorite TV Sidekick                                                         | Jennette McCurdy                                                        | Đoạt giải | [ 58 ]        |
| 2012 | 2012 Kids' Choice Awards                 | Favorite TV Sidekick                                                         | Nathan Kress                                                            | Đề cử     | [ 58 ]        |
| 2012 | 2012 Kids' Choice Awards                 | Favorite TV Sidekick                                                         | Jerry Trainor                                                           | Đề cử     | [ 58 ]        |
| 2012 | Primetime Emmy Awards                    | Outstanding Children's Program                                               | iCarly                                                                  | Đề cử     | [ 59 ]        |
| 2012 | Teen Choice Awards                       | Choice TV Actress: Comedy                                                    | Miranda Cosgrove                                                        | Đề cử     | [ 60 ] [ 61 ] |
| 2012 | Television Critics Association Awards    | Outstanding Achievement in Youth Programming                                 | iCarly                                                                  | Đề cử     | [ 62 ] [ 63 ] |
| 2012 | Young Artist Awards                      | Best Performance in a TV Series – Recurring Young Actress 17–21              | Victoria Justice                                                        | Đề cử     | [ 64 ]        |
| 2012 | Hollywood Teen TV Awards                 | Favorite Television Actress                                                  | Miranda Cosgrove                                                        | Đề cử     | [ 65 ]        |
| 2012 | Hollywood Teen TV Awards                 | Favorite Television Show                                                     | iCarly                                                                  | Đề cử     | [ 66 ]        |
| 2012 | Writers Guild of America                 | Children's - Episodic & Specials                                             | Episode: iLost My Mind                                                  | Đề cử     | [ 67 ]        |
| 2012 | Producers Guild Awards                   | Children’s Programs                                                          | iCarly                                                                  | Đề cử     | [ 68 ]        |
| 2012 | Kids' Choice Awards Mexico 2012          | Favorite International Show                                                  | iCarly                                                                  | Đoạt giải | [ 69 ]        |
| 2012 | Kids' Choice Awards Argentina 2012       | Favorite TV International Show                                               | iCarly                                                                  | Đề cử     | [ 70 ]        |
| 2012 | Meus Prêmios Nick Brazil 2012            | Favorite TV Show                                                             | iCarly                                                                  | Đề cử     | [ 71 ] [ 72 ] |
| 2012 | British Academy Children's Awards        | International                                                                | iCarly                                                                  | Đề cử     | [ 73 ]        |
| 2012 | Casting Society of America               | Outstanding Achievement in Casting - Children's Series Programming           | Krisha Bullock Jennifer Treadwell                                       | Đề cử     | [ 74 ]        |
| 2013 | Producers Guild Awards                   | Outstanding Children’s Program                                               | iCarly                                                                  | Đề cử     | [ 75 ] [ 76 ] |
| 2013 | 2013 Kids' Choice Awards                 | Favorite TV Show                                                             | iCarly                                                                  | Đề cử     | [ 77 ]        |
| 2013 | 2013 Kids' Choice Awards                 | Favorite TV Actress                                                          | Miranda Cosgrove                                                        | Đề cử     | [ 77 ]        |
| 2013 | 2013 Kids' Choice Awards                 | Favorite Villain                                                             | Reed Alexander                                                          | Đề cử     | [ 77 ]        |
| 2013 | 2013 Australian Kids' Choice Awards      | Aussie’s Fave Nick Star                                                      | Jennette McCurdy                                                        | Đề cử     | [ 78 ]        |
| 2013 | Kids Choice Awards México 2013           | Favorite International TV Show                                               | iCarly                                                                  | Đề cử     | [ 79 ]        |
| 2013 | Meus Prêmios Nick Brazil 2013            | Favorite TV Show                                                             | iCarly                                                                  | Đoạt giải | [ 80 ]        |
| 2013 | Meus Prêmios Nick Brazil 2013            | Favorite International Character                                             | Miranda Cosgrove                                                        | Đoạt giải | [ 80 ]        |
| 2013 | Meus Prêmios Nick Brazil 2013            | Favorite International Character                                             | Jennette McCurdy                                                        | Đề cử     | [ 80 ]        |
| 2013 | 65th Primetime Creative Arts Emmy Awards | Outstanding Children's Program                                               | iCarly                                                                  | Đề cử     | [ 81 ]        |
| 2014 | Producers Guild Awards                   | Outstanding Children’s Program                                               | iCarly                                                                  | Đề cử     | [ 82 ]        |
| 2014 | ANMTVLA Awards                           | Best Children Series in 2013                                                 | iCarly                                                                  | Đoạt giải | [ 83 ]        |
| 2014 | ANMTV Brazil Awards                      | Best child and adolescent series exhibited in 2013                           | iCarly                                                                  | Đoạt giải | [ 84 ]        |